# Москал
Моска́л (на руски: москаль; на украински: москаль; на беларуски: маскаль; на полски: Moskal) в украинския, полския и беларуския езици е историко-жаргонно прозвище към руснаците.  Обикновено се употребява с презрителен и/или ироничен оттенък.  (също пренебрежителен такъв )
Енимологически етнохоронима произлиза от името на Москва (виж история на Москва), около която се образува Велико Московско княжество, прераснало по времето на Иван Грозни в Руско царство. Названието е разпространено в бившите земи на Жечпосполита, като за първи път се среща в писмени източници от 17 век.  Макс Фасмер намира, че названието произлиза от украинското москаль със значение на „идещ от Москва руски войник“, откъдето преминава и е заимствано и в полския език.
През 1762 г. Паисий Хилендарски пише в своя труд „История славянобългарска”: „При все че москалите, русите, сърбите и други се хвалят, че те по-напред са приели славянските букви и кръщението, но не е така. Не могат да представят за това никакво свидетелство. Ако и москалите, и русите да пишат за това, но гръцките и латинските летописи показват“, „Когато се населили в оная земя край немците и брандебурите, по едно време се подигнал много народ от тях и отишли пак в Московската земя, но москалите и русите не ги пуснали в своята земя и станала голяма война и бран“.